# 刘家峡水电站
刘家峡水电站位于中国甘肃省永靖县境内黄河干流上。水电站以发电为主，兼有防洪、灌溉、防凌、供水、航运、养殖等效益。

## 工程概况
刘家峡水电站控制流域面积18.2万平方公里，多年平均流量834立方米/秒。水库有效库容41.5亿立方米，为不完全年调节水库。正常蓄水位1735米，相应总库容57亿立方米。调节库容57.01亿立方米。黄河干流多年平均径流226亿m3，沙量4070万t；洮河多年平均径流51.8亿m3，沙量2860万t；大夏河多年平均径流11.3亿m3，沙量399万t。
厂房位于大坝下游，装有大型水轮发电机组，其中包括中国自制的第一台30万千瓦内冷水轮发电机组，装机总容量122.5万千瓦，年发电量55.8亿度。1986年7月至2002年2月，先后完成5台机组主设备的增容改造，装机容量达到141.5万千瓦。年平均发电量为57.6亿kW·h。
刘家峡水电站混凝土重力坝最大坝高147m，最大单机容量300MW，最高输送电压330kv，总装机容量1160MW，最长输电线路等七个国内第一等，均是中国独立自主、自力更生第1次设计、研制和生产的，并在运行中进行了改进和完善，为我国高坝建设和电力工业蓬勃发展积累了经验。
自1968年蓄水至2000年底，库区淤积泥沙15.33亿m3，剩余库容41.67亿m3，库容损失26.9%；其中有效库容淤积7.22亿m3，剩余有效库容34.28亿m3，有效库容损失17.4%。截止2003年刘家峡水库共进行异重流排沙207次，累计排沙量约为287×106t，平均排沙比达62%。
黄河与大夏河入库泥沙在库尾呈现三角洲淤积。洮河入库泥沙逼近坝区，洮河口沙坎据大坝仅1.5km，并超出了死水位，造成明显的阻水现象。为解决洮河泥沙出路，2006年5月开始兴建正对着洮河口的左岸排沙洞，在汛期利用洮河泥沙异重流“贴底穿黄”特性直接通过排沙洞排向坝下，设计泄流量600m3/s，兼顾泄洪时850m3/s；在非汛期保持排沙洞的“常流水”状态并用于发电，引流量2X175m3/s，避免了排沙洞进口再次淤堵，又能增加发电效益。设发电支洞及岸边电站厂房，扩机电站装机2台，总装机容量300MW。排沙洞进口底板高程1665m，在刘家峡水电站正常高发电水位1735m以下70m。
每年春季黄河甘肃段开河钱，刘家峡、八盘峡、盐锅峡水电站联合调度，降低发电出力，减少下泄流量，改变了过去那种水鼓冰裂、强行解冻、节节卡冰结坝的武开河局面，黄河甘宁蒙河段的冰凌灾害由建库前平均2年1次，减少到约10年1次。
刘家峡水库每年留出8-12亿立方米水量，为甘、宁、蒙农业春灌补水。受益水浇地面积137万公顷。
刘家峡下游的兰州市，天然百年一遇洪峰8080m3/s，城市防洪安全泄量6500m3/s。1981年9月黄河上游出现了有实测水文资料以来最大洪水，兰州断面最大洪峰流量为7090m3/s。龙羊峡施工围堰和刘家峡水库对洪水的调蓄，兰州最大洪峰流量控制到5600m3/s，并使最大下泄流量出现时间推迟了5~6天，保证了黄河宁蒙河段沿岸生命财产安全和包兰铁路，避免了类似1904年特大洪水灾害。

## 历史
1955年，全国人大一届二次会议通过《关于根治黄河水害和开发黄河水利的综合规划的决议》。刘家峡水电站开始筹备。由国家燃料工业部水电工程总局领导。1956年2月，兰州市西固区至刘家峡的公路开工建设，即现今的国道213线，全长51km，1957年12月建成。1958年9月27日盐锅峡水电站开工，7个月后实现黄河截流，38个月后第一台机组发电。1958年10月18日，刘家峡水电工程局正式成立。1961年停建，1964年复工，1968年10月蓄水，1969年3月首台机组发电，1974年12月竣工。
胡锦涛和夫人刘永清在1968年至1974年的6年间，参加了刘家峡和八盘峡两座水电站的建设，刘家峡水电站是当时亚洲第一座百万千瓦级大型水电站。